# Botswana National Stadium
Das Nationalstadion von Botswana (englisch Botswana National Stadium) ist ein Mehrzweckstadion in Gaborone, der Hauptstadt Botswanas. Hauptsächlich werden dort Fußballspiele der Botswanischen Fußballnationalmannschaft ausgetragen; es ist das Nationalstadion.
Das Spielfeld ist umgeben von Rennbahnen und einem Baseballplatz, der sich außerhalb der Tribünen im Osten findet. Der Baseballplatz, der längere Zeit nicht verwendet wurde, ist inzwischen zu einem Tennisplatz umfunktioniert worden. 
Das Stadion bietet 22.500 Zuschauern Platz und ist damit das größte Stadion in Botswana. Es hat zehn Tribünen, von denen drei überdacht sind. Jeweils drei große Tribünen bilden das nördliche sowie das südliche Ende des Stadions. Am westlichen Ende des Stadions stehen die einzigen drei überdachten Tribünen, wohingegen sich im Osten eine sehr große Tribüne findet.